# Seznam mistryň světa v orientačním běhu – middle
Seznam mistryň světa v orientačním běhu na střední trati (middlu). Tento individuální závod se běhá na Mistrovství světa od roku 2003. Této kategorii předcházel závod na zkrácené trati (Short), který se běhal v rozmezí let 1991 - 2001.

## Krátká trať (Short distance)
| Rok     | Zlato                  | Stříbro            | Bronz                             | Parametry          |
| ------- | ---------------------- | ------------------ | --------------------------------- | ------------------ |
| MS 1991 | Jana Cieslarová        | Ada Kuchařová      | Marita Skogumová                  | 5.5 km, 9 kontrol  |
| MS 1993 | Anna Bogrenová         | Marita Skogumová   | Eija Koskivaaraová                | 3.7 km, 11 kontrol |
| MS 1995 | Marie-Luce Romanensová | Yvette Hagueová    | Marlena Janssonová Anna Bogrenová | 4.6 km, 14 kontrol |
| MS 1997 | Lucie Böhmová          | Hanne Sandstadová  | Hanne Staffová                    | 3.3 km, 13 kontrol |
| MS 1999 | Yvette Bakerová        | Lucie Böhmová      | Frauke Schmitt Granová            | 3.6 km, 13 kontrol |
| MS 2001 | Hanne Staffová         | Jenny Johanssonová | Gunilla Svärdová                  | 3.6 km, 11 kontrol |

## Krátká trať (Middle distance)
| Rok     | Zlato                  | Stříbro                | Bronz                  | Parametry                           |
| ------- | ---------------------- | ---------------------- | ---------------------- | ----------------------------------- |
| MS 2003 | Simone Niggli-Luderová | Hanne Staffová         | Heli Jukkolaová        | 4,5 km, 18 kontrol                  |
| MS 2004 | Hanne Staffová         | Taťána Rjabkinová      | Heli Jukkolaová        | 5,26 km,                            |
| MS 2005 | Simone Niggli-Luderová | Jenny Johanssonová     | Minna Kauppiová        | 4,1 km, 13 kontrol                  |
| MS 2006 | Simone Niggli-Luderová | Marianne Andersenová   | Taťána Rjabkinová      | 5,2 km, 22 kontrol                  |
| MS 2007 | Simone Niggli-Luderová | Heli Jukkolaová        | Marianne Andersenová   | 5,08 km, 14 kontrol                 |
| MS 2008 | Minna Kauppiová        | Vroni König-Salmiová   | Radka Brožková         | 4,8 km, 23 kontrol                  |
| MS 2009 | Dana Brožková          | Marianne Andersenová   | Simone Niggli-Luderová | 5,34 km, 22 kontrol                 |
| MS 2010 | Minna Kauppiová        | Simone Niggli-Luderová | Marianne Andersenová   | 4,5 km, 17 kontrol                  |
| MS 2011 | Helena Janssonová      | Ida Bobachová          | Judith Wyderová        | 3,8 km, 16 kontrol                  |
| MS 2012 | Minna Kauppiová        | Tove Alexanderssonová  | Taťána Rjabkinová      | 5,5 km, 18 kontrol                  |
| MS 2013 | Simone Niggli-Luderová | Tove Alexanderssonová  | Merja Rantanenová      | 5,1 km, 15 kontrol                  |
| MS 2014 | Annika Billstamová     | Ida Bobachová          | Tove Alexanderssonová  | 4,96 km, 16 kontrol                 |
| MS 2015 | Annika Billstamová     | Merja Rantanenová      | Emma Johanssonová      | 5,3 km, 21 kontrol                  |
| MS 2016 | Tove Alexanderssonová  | Heidi Bagstevoldová    | Natalija Gemperleová   | 5,1 km, 21 kontrol                  |
| MS 2017 | Tove Alexanderssonová  | Marianne Andersenová   | Venla Harjuová         | 5,1 km, 21 kontrol                  |
| MS 2018 | Natalia Gemperle       | Marika Teini           | Isia Basset            | 4,8 km, 195 m převýšení, 17 kontrol |

## Medailová klasifikace podle zemí
Úplná medailová tabulka:
| Medailová klasifikace podle zemí | Medailová klasifikace podle zemí | Medailová klasifikace podle zemí | Medailová klasifikace podle zemí | Medailová klasifikace podle zemí | Medailová klasifikace podle zemí |
| Umístění                         | Země                             | Zlato                            | Stříbro                          | Bronz                            | Součet                           |
| -------------------------------- | -------------------------------- | -------------------------------- | -------------------------------- | -------------------------------- | -------------------------------- |
|                                  | Švédsko                          | 6                                | 5                                | 6                                | 17                               |
|                                  | Švýcarsko                        | 5                                | 2                                | 0                                | 7                                |
|                                  | Finsko                           | 3                                | 3                                | 6                                | 12                               |
| 4.                               | Norsko                           | 2                                | 6                                | 3                                | 11                               |
| 5.                               | Česko                            | 2                                | 1                                | 1                                | 4                                |
| 6.                               | Rusko                            | 1                                | 1                                | 3                                | 5                                |
| 7.                               | Rakousko                         | 1                                | 1                                | -                                | 2                                |
| 7.                               | Spojené království               | 1                                | 1                                | -                                | 2                                |
| 9.                               | Dánsko                           | -                                | 2                                | -                                | 2                                |
| 10.                              | Německo                          | -                                | -                                | 1                                | 1                                |
| 10.                              | Francie                          | -                                | -                                | 1                                | 1                                |